# Idotea
Idotea – rodzaj morskich skorupiaków z rzędu równonogów, w języku polskim określany zwyczajową nazwą podwoik. Obejmuje gatunki długości do 4 cm, o ciele wydłużonym i zakończonym dużą płytką ogonową z 1 lub 3 tylnymi wyrostkami. Spłaszczone i podwinięte pod płytkę ogonową odnóża ogonowe zamykają komorę skrzelową. Ubarwienie bardzo zmienne, maskujące, zależne w dużym stopniu od koloru podłoża. Znane są zarówno podwoiki roślinożerne, jak i żywiące się także żywymi lub martwymi zwierzętami.
Podwoiki to zwierzęta – mimo posiadanej przez przynajmniej niektóre z nich zdolności pływania – denne. Większość z nich zamieszkuje zarośnięte roślinnością dno wód płytkich, niektóre jednak spotykane są na głębokościach ponad 1000 m. Żyją głównie w morzach strefy ciepłej i umiarkowanej.

## Gatunki
Znanych jest 26 gatunków podwoików, z czego w Europie spotyka się 10, a w Morzu Bałtyckim – 3:
Gatunki występujące w Polsce
- podwoik bałtycki (Idotea balthica) (Pallas, 1772)
- podwoik mniejszy (Idotea chelipes) (Pallas, 1766)
- podwoik zachodni (Idotea granulosa) Rathke, 1843

Gatunki niewystępujące w Polsce
- Idotea aleutica Gurjanova, 1933
- Idotea brevicauda Dana, 1853
- Idotea brevicorna Milne-Edwards, 1840
- Idotea danai Miers, 1881
- Idotea delfini Porter, 1903
- Idotea emarginata (Fabricius, 1793)
- Idotea fewkesi H. Richardson, 1905
- Idotea gurjanovae Kussakin, 1974
- Idotea indica H. Milne-Edwards, 1840
- Idotea linearis (Linnaeus, 1763)
- Idotea metallica Bosc, 1802
- Idotea neglecta G. O. Sars, 1897
- Idotea obscura Rafi, 1972
- Idotea ochotensis Brandt, 1851
- Idotea orientalis Gurjanova, 1933
- Idotea ostroumovi Sowinsky, 1895
- Idotea pelagica Leach, 1815
- Idotea phosphorea Harger, 1873
- Idotea rufescens Fee, 1926
- Idotea spasskii Gurjanova, 1950
- Idotea urotoma Stimpson, 1864
- Idotea whymperi Miers, 1881
- Idotea ziczac Barnard, 1951